# Deforestación por región

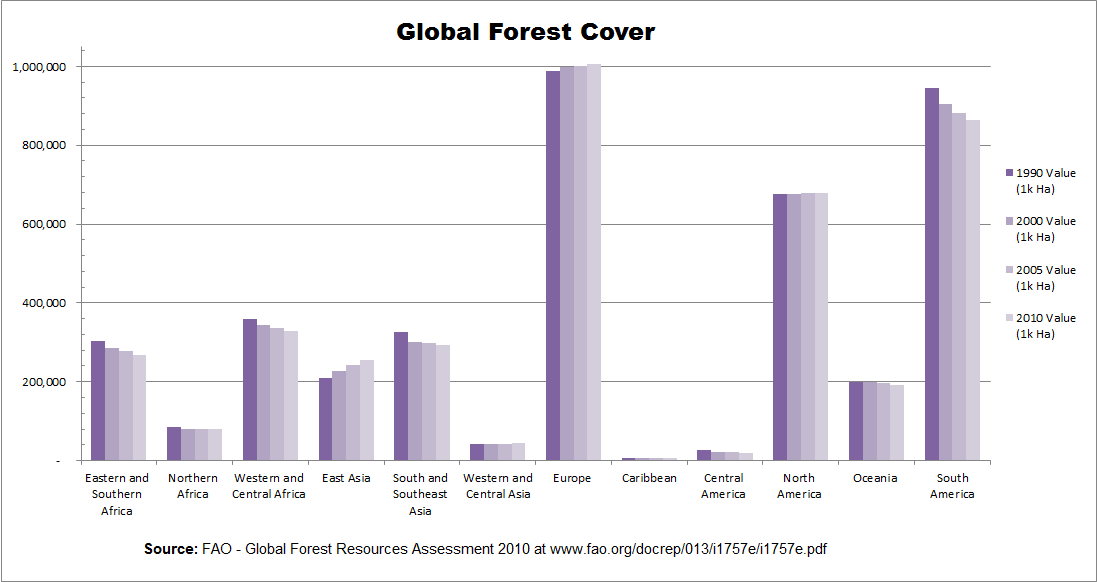
Este gráfico muestra los valores de la cubierta forestal total de diversas regiones y subregiones del mundo utilizando los datos de la FAO, con la deforestación en algunas áreas y la reforestación en otras

La deforestación a nivel mundial está concentrada en tres regiones: América del Sur, África y Oceanía. La deforestación anual mundial se estima en 13,7 millones de hectáreas por año, lo que equivale al área de Grecia.
El 30% del área terrestre global está cubierta por bosques, o alrededor de 3.9 mil millones de hectáreas. Se estima que la cubierta forestal original a nivel global era de seis mil millones de hectáreas. En 2009, 2/3 de los bosques del mundo estaban concentrados principalmente en diez países: (1) Rusia, (2) Brasil, (3) Canadá, (4) Estados Unidos, (5) China, (6) Australia, (7) Congo, (8) Indonesia, (9) Perú e (10) India.
Solo la mitad de esta área se compensa con nuevos bosques o crecimiento forestal. Además de la deforestación inducida directamente por el hombre, los bosques en crecimiento también se han visto afectados por el cambio climático, aumentando los riesgos de tormentas y enfermedades que afectan al crecimiento de los árboles. El protocolo de Kioto incluye el acuerdo para prevenir la deforestación pero no las acciones para cumplirlo.

## África
En África, entre los años 2000 y 2005 se perdieron unos cuatro millones de hectáreas de bosques al año, cerca de una tercera parte del área deforestada en todo el mundo. La causa principal es la conversión a una agricultura permanente de las áreas deforestadas. Como medidas contra la deforestación en África se está adoptando un sistema de certificación, dada la preocupación mundial por obtener madera a partir de bosques gestionados de manera sostenible, aunque la aplicación de esta certificación sigue siendo escasa todavía. De los 306 millones de hectáreas de bosques certificados del mundo (junio de 2007), unos 3 millones (solo el 1 %) corresponde a África y la mayoría son bosques plantados. Con unos 15 millones de hectáreas de bosques plantados en todo el mundo (FAO, 2006), África solo representa el 5 % del total.
África está sufriendo deforestación al doble de la tasa mundial, según el Programa de las Naciones Unidas para el Medio Ambiente (PNUMA). Algunas fuentes afirman que la deforestación ya ha aniquilado aproximadamente el 90 % de los bosques originales de África Occidental. La deforestación se está acelerando en África Central. Según la FAO, África perdió el mayor porcentaje de bosques tropicales de cualquier continente durante las décadas de 1980, 1990 y principios de 2000. Según las cifras de la FAO (1997), solo el 22.8 % de los bosques húmedos de África Occidental permanecen, pero en gran parte degradados. Nigeria ha perdido el 81% de sus bosques primarios en solo 15 años (1990-2005). La deforestación masiva amenaza la seguridad alimentaria en algunos países africanos. Un factor que contribuye a las altas tasas de deforestación del continente es la dependencia del 90 % de su población en la madera como combustible para calefacción y cocina.
La investigación llevada a cabo por WWF International en 2006 muestra que en África, las tasas de tala ilegal varían del 50 % en Camerún y Guinea Ecuatorial al 70 % en Gabón y al 80 % en Liberia, donde los ingresos de la madera desempeñaron un papel importante en la financiación de la guerra civil de Sierra Leona[13][13][13] y otros conflictos armados regionales hasta que el Consejo de Seguridad de la ONU impuso una prohibición a toda la madera de Liberia en 2003.
También se han llevado a cabo otras medidas a nivel regional contra la deforestación y la desertificación como la Iniciativa de la Gran Muralla Verde del Sahara (UNU, 2007), con un enfoque integrado entre la agricultura, la ganadería y la actividad forestal.
| Superficie total (1000 ha) | Superficie total (1000 ha) | Superficie total (1000 ha) | Variación anual (1000 ha) | Variación anual (1000 ha) | Tasa de variación anual % | Tasa de variación anual % |
| -------------------------- | -------------------------- | -------------------------- | ------------------------- | ------------------------- | ------------------------- | ------------------------- |
| 1990                       | 2000                       | 2005                       | 1990-2000                 | 2000-2005                 | 1990-2000                 | 2000-2005                 |
| 699 361                    | 655 613                    | 635 412                    | -4375                     | -4040                     | -0,64                     | -0,62                     |

### República democrática del Congo
La deforestación en la República Democrática del Congo ha sido causada en parte por la tala y minería no reglamentada, pero principalmente por las demandas hechas por las actividades de subsistencia de una población pobre. En el este del país, por ejemplo, más de 3 millones de personas viven a menos de un día a pie del parque nacional Virunga. La madera de los bosques del parque es utilizada por muchas de esas personas como leña, como madera para construcción y en la producción de carbón. La deforestación causada por la subsistencia es una amenaza aguda para el parque en general y para el hábitat del gorila de montaña en peligro crítico en particular.

### Etiopía
La causa principal de la deforestación en el país de Etiopía, en el este de África, es una población en crecimiento y, por consiguiente, una mayor demanda de productos agrícolas, ganaderos y de leña. Otras razones son también la baja educación e inactividad del gobierno, aunque el gobierno actual ha tomado algunas medidas para enfrentar la deforestación. Organizaciones como Farm Africa están trabajando con los gobiernos federal y locales para crear un sistema de uso sostenible forestal. Etiopía, el tercer país más grande de África por población, ha sido golpeado por la hambruna muchas veces debido a la escasez de lluvias y al agotamiento de los recursos naturales. La deforestación ha disminuido las probabilidades de que llueva, que ya son  bajas y causa erosión. Bercele Bayisa, un agricultor etíope, ofrece un ejemplo de por qué se produce la deforestación. Dice que su distrito estaba lleno de bosques y lleno de vida silvestre, pero que la superpoblación hizo que la gente viniera a esa tierra y la limpiara para plantar cosechas, cortando todos los árboles para venderlos como leña.
Etiopía ha perdido el 98 % de sus regiones boscosas en los últimos 50 años. A principios del siglo XX, alrededor de 420 000 km² o el 35 % de la tierra de Etiopía estaba cubierta de bosques. Informes recientes indican que los bosques cubren menos del 14.2 % o incluso solo el 11.9 % en 2005. Entre 1990 y 2005, el país perdió el 14 % de sus bosques lo que es igual a 21 000 km².

### Kenia
En 1963, Kenia tenía una cubierta forestal de alrededor del 10 por ciento y en 2006, un 1,7 por ciento.

### Madagascar
La deforestación en Madagascar es un problema ambiental. La deforestación da lugar a la desertificación, la degradación de los recursos de agua, la erosión de la biodiversidad y la pérdida de hábitat y del suelo.
Se afirma con frecuencia que Madagascar ha perdido entre el 80 y 90 % de su cubierta forestal, pero esta afirmación es difícil de probar y no está apoyado por evidencias. La explotación forestal industrial durante la monarquía Merina y el colonialismo francés también contribuyó a la pérdida de bosques. La mayoría de bosques de Madagascar se han convertido en áreas desoladas donde se cultiva el maíz.

### Nigeria
Según la FAO, Nigeria tiene la tasa de deforestación más alta del mundo de bosques primarios. Ha perdido más de la mitad de su bosque primario en los últimos cinco años. Las causas citadas son la tala, la agricultura de subsistencia y la recolección de leña. Casi el 90 % de la selva tropical de África occidental ha sido destruida.

## América del Norte

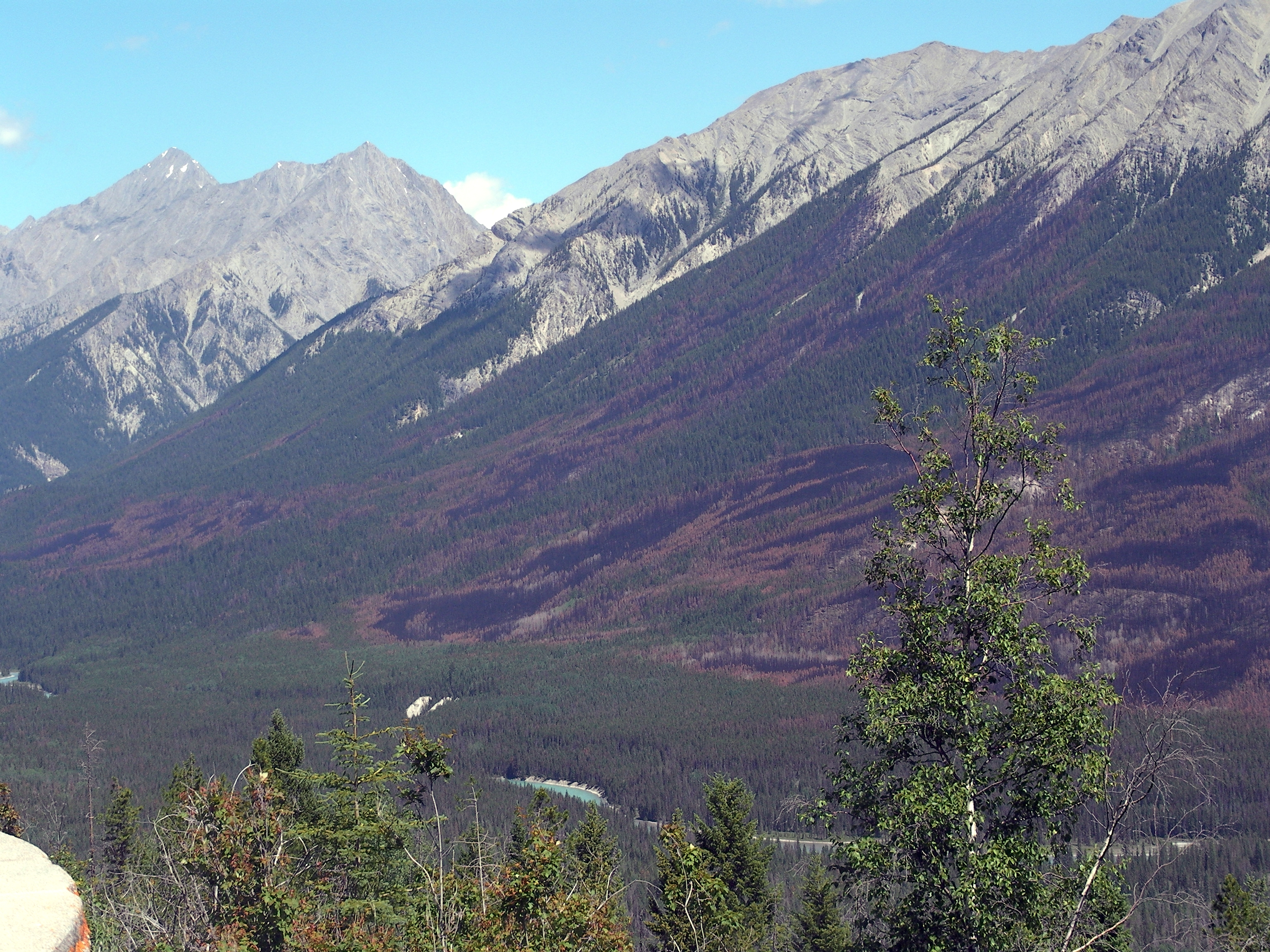
Kootenay Valley en la Columbia Británica, Canadá; bosque destruido por el escarabajo del pino de montaña (Dendroctonus ponderosae).

América del Norte contiene el 17 % de la superficie forestal global (677 millones de hectáreas). Aproximadamente una tercera parte del territorio regional está cubierto de bosques. Debido a la gran variedad de condiciones climáticas hay una gran diversidad de ecosistemas forestales, desde bosques húmedos tropicales a bosques boreales. Algunos de los bosques más productivos del mundo se encuentran en esta región.
La cubierta forestal en la región se mantiene estable.
América del Norte contribuyó en un 2 % aproximadamente a la deforestación mundial anual entre 2000 y 2005, aunque la tasa de desaparición de los bosques presenta una tendencia a la baja. El cambio climático podría intensificar las amenazas al estado de los bosques. La intensidad y la frecuencia de los incendios forestales han aumentado tanto en el Canadá como en los Estados Unidos, impulsadas por prolongadas sequías (atribuidas al cambio climático) y por programas de control de incendios que, aunque han tenido éxito, han incrementado de manera inadvertida la cantidad de material combustible. De igual manera, el cambio climático está fomentando las infestaciones de plagas: en el oeste del Canadá y de los Estados Unidos, el escarabajo del pino de montaña está causando mortalidad de árboles y daños de especial gravedad.
| Superficie total (1000 ha) | Superficie total (1000 ha) | Superficie total (1000 ha) | Variación anual (1000 ha) | Variación anual (1000 ha) | Tasa de variación anual % | Tasa de variación anual % |
| -------------------------- | -------------------------- | -------------------------- | ------------------------- | ------------------------- | ------------------------- | ------------------------- |
| 1990                       | 2000                       | 2005                       | 1990–2000                 | 2000–2005                 | 1990–2000                 | 2000–2005                 |
| 677 801                    | 677 971                    | 677 464                    | 17                        | -101                      | 0                         | -0,01                     |

### Canadá

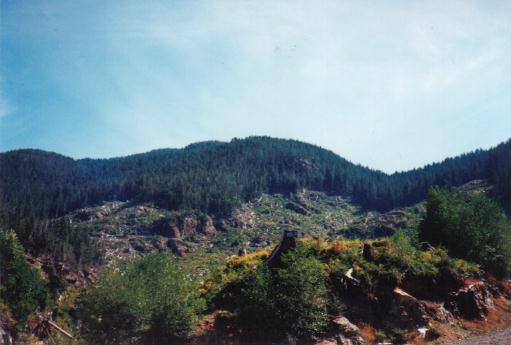
Aunque se replantó en 1987, este bosque cercano a Clayoquot Sound, Columbia Británica ,perdió mucha tierra vegetal y en 1993 se asemejaba a un desierto

En 2005, se deforestaron aproximadamente 56 000 hectáreas en Canadá. La deforestación afectó a menos del 0,02 % de los bosques de Canadá en 2005. El sector agrícola representó poco más de la mitad de la deforestación en 2005, como resultado de la tala de bosques para pastos o cultivos. El resto fue causado por el desarrollo urbano, corredores de transporte y recreo (19 %); desarrollo hidroeléctrico (10 %); el sector forestal (10 %); y otras industrias de extracción de recursos naturales (8 %). Aproximadamente dos tercios de esta deforestación se produjo en el bosque boreal de Canadá, principalmente en Alberta, Saskatchewan y Manitoba, donde el bosque limita con las praderas.
En Canadá, antes de 2000, menos del 8 % del bosque boreal estaba protegido del desarrollo y más del 50 % se ha asignado a empresas madereras para cortar.

### Estados Unidos

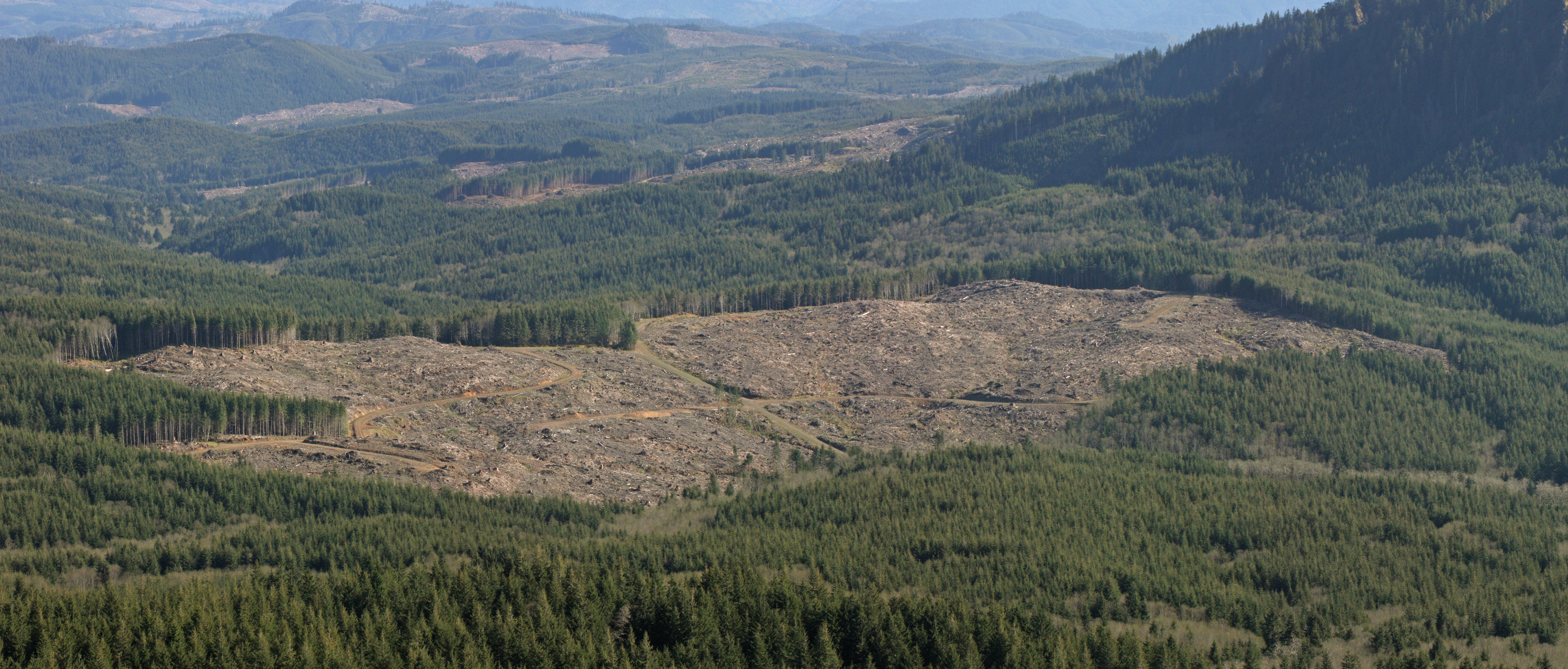
Tala descontrolada en el condado de Clatsop, Oregón

En 1600, antes de la llegada de los estadounidenses de origen europeo, aproximadamente la mitad de la superficie terrestre de los Estados Unidos actuales estaba cubierta de bosques, unos 4 000 000 de kilómetros cuadrados (990 000 000 acres). Durante los siguientes 300 años, la tierra fue limpiada, principalmente para la agricultura, a un ritmo que coincidía con la tasa de crecimiento de la población. Por cada persona agregada a la población, se cultivaron de una a dos hectáreas de tierra. Esta tendencia continuó hasta la década de 1920 cuando la cantidad de tierras de cultivo se estabilizó a pesar del continuo crecimiento de la población. Cuando las tierras de cultivo abandonadas volvieron a ser bosques, la cantidad de tierras forestales aumentó desde 1952, alcanzando un punto máximo en 1963 de 3 080 000 kilómetros cuadrados (760 000 000 acres). Desde 1963 ha habido una disminución constante de la superficie forestal, con la excepción de algunas ganancias de 1997.
El Jet Propulsion Laboratory (un instituto tecnológico relacionado con la NASA) publicó en 2007 que en los últimos 50 años la temperatura media de California ha aumentado 2 grados Celsius. con un auge mayor en las zonas urbanas. El cambio ha sido atribuido en su mayor parte a la modificación del paisaje por el humano.
Aunque en varios estados de Estados Unidos se requiere de un permiso especial para talar cualquier árbol, es el caso del estado de Maryland por ejemplo, donde la multa puede ser de hasta 500 dólares. La policía del DNR (Departamento de Recursos Naturales) tiene potestad en todo el estado de Maryland para hacer respetar las leyes relacionadas con la conservación de los recursos naturales y actuar cuando hay violaciones de las leyes de pesca, navegación y caza.

### México
El Gran Bosque de Agua se encuentra entre las ciudades de México D.F., Cuernavaca y Toluca. Este bosque posibilita la vida no sólo de quienes lo habitan, sino también la de quienes viven en los alrededores. Abarca las sierras de las Cruces, del Ajusco, del Chichinautzin, de Zempoala y el sistema Cadera, en los estados de Morelos, Estado de México y el Distrito Federal. Alberga casi 2 por ciento de la biodiversidad mundial, ayuda a regular el clima y la calidad del aire de la región, proporciona casi tres cuartas partes del agua que se consume en la Ciudad de México y abastece de agua a dos de los ríos más importantes del país: el Lerma y el Balsas. Desafortunadamente, esta región se encuentra amenazada y está desapareciendo rápidamente: si continúa el actual ritmo de deforestación, podría desaparecer en solo 50 años. De acuerdo con el Instituto de Geografía de la Universidad Nacional Autónoma de México, cada año se pierden 2400 hectáreas de este bosque, lo que equivale a destruir una superficie de más seis campos de fútbol por día. El Gran Bosque de Agua abarca 120 000 ha, incluye los parques nacionales de La Marquesa, Ajusco, Desierto de los Leones, Lagunas de Zempoala y Tepozteco, entre otras áreas. La tala ilegal, y el crecimiento desmedido de las urbes, la conversión del bosque en zonas de cultivo y potreros para ganado, los incendios forestales y la extracción de materiales y la venta del suelo lo merman constantemente. Además, la cacería furtiva y la introducción de especies exóticas ponen en riesgo la biodiversidad de esta región y son las causas por las que este bosque está en peligro. Mucha gente que reside en los estados donde se encuentra este bosque no conoce su importancia ecológica y la relevancia que tiene como principal fuente de abastecimiento de agua. Varios organismos e instituciones están trabajando en el análisis para la protección de este gran pulmón y fuente de agua. La Comisión Nacional para el Conocimiento y Uso de la Biodiversidad (Conabio) declaró parte de esta zona como una de las regiones terrestres prioritarias para la conservación en México, y la llamó «Corredor Biológico Ajusco Chichinautzin». Greenpeace México ha lanzado una campaña para protegerla.

## América Central y el Caribe
La historia de la mayoría de los países centroamericanos incluye ciclos de deforestación y reforestación. En el siglo XV, la agricultura intensiva maya había reducido significativamente los bosques. Antes de que llegaran los europeos, los bosques cubrían 500 000 kilómetros cuadrados, aproximadamente el 90 % de la región. Finalmente, el empuje de "la economía monetaria de Europa en América Latina" creó la demanda para la exportación de productos primarios, lo que introdujo la necesidad de grandes cantidades de tierras agrícolas despejadas para producir esos productos. Desde la década de 1960, la ganadería se ha convertido en la principal razón para la limpieza de tierras. El ganado magro alimentado con hierba producido por en los ranchos centroamericanos (a diferencia del ganado alimentado con granos criado en otros lugares) era ideal para los restaurantes de comida rápida estadounidenses y este mercado aparentemente sin fondo ha creado la llamada "hamburger connection" que vincula al  "estilo de vida de los consumidores en América del Norte con la deforestación en América Central".
En la mayoría de los países de América Central, la pérdida neta de superficie forestal disminuyó entre 2000 y 2005 en comparación con la década anterior, y Costa Rica logró un incremento neto de dicha superficie. No obstante, en términos porcentuales, América Central presenta una de las mayores tasas de desaparición forestal del mundo en relación con el resto de las regiones, más del 1 % anual en el período entre 2000 y 2005.
En el Caribe se registró un reducido aumento de la superficie forestal entre 2000 y 2005, principalmente en Cuba. La liberalización del comercio, que ha hecho que exportaciones agrícolas tradicionales como el azúcar y los plátanos no sean competitivas, está ocasionando el abandono de las tierras agrícolas y su conversión en bosque secundario (Eckelmann, 2005). Además, se está dando mayor énfasis a la protección del medio natural para apoyar la creciente industria del turismo. Por ello, se espera que la superficie forestal permanezca estable o se incremente en la mayoría de los países caribeños.
| Superficie total (1 000 ha) | Superficie total (1 000 ha) | Superficie total (1 000 ha) | Variación anual (1 000 ha) | Variación anual (1 000 ha) | Tasa de variación anual % | Tasa de variación anual % |
| --------------------------- | --------------------------- | --------------------------- | -------------------------- | -------------------------- | ------------------------- | ------------------------- |
| 1990                        | 2000                        | 2005                        | 1990–2000                  | 2000–2005                  | 1990–2000                 | 2000–2005                 |
| 923 807                     | 882 339                     | 859 925                     | -4147                      | -4483                      | -0,46                     | -0,51                     |

### Haití
En 1925, Haití tenía el 60 % de sus bosques originales destruidos, hoy en día la cifra es ya del 98 %, al haber sido utilizadas estas zonas para procurarse combustible de cocina, destruyendo además en este proceso multitud de suelos fértiles. Además, la erosión a causa de la deforestación ha causado inundaciones periódicas como la ocurrida el 17 de septiembre de 2004. La tormenta tropical Jeanne acabó con la vida de más de 3000 personas y destruyó carreteras, sobre todo en la ciudad de Gonaïves.
El paisaje de Haití en general puede caracterizarse por algunos de los siguientes elementos:
El golfo de Gonâve es un gran golfo local que forma la mayor parte de la costa occidental. En este golfo desemboca el río principal, el Artibonite.
La llanura de Cul-de-Sac (también conocida como depresión de Cul-de-Sac) forma un valle que en su día fue un brazo de mar. Cuando el mar se retiró, el agua salada quedó atrapada en los puntos más bajos de la depresión, dando lugar a dos grandes lagos de agua salobre: el estanque Saumâtre en el lado haitiano, y quedó un pequeño estanque de agua dulce llamado Trou Caïman.[cita requerida]

## América del Sur

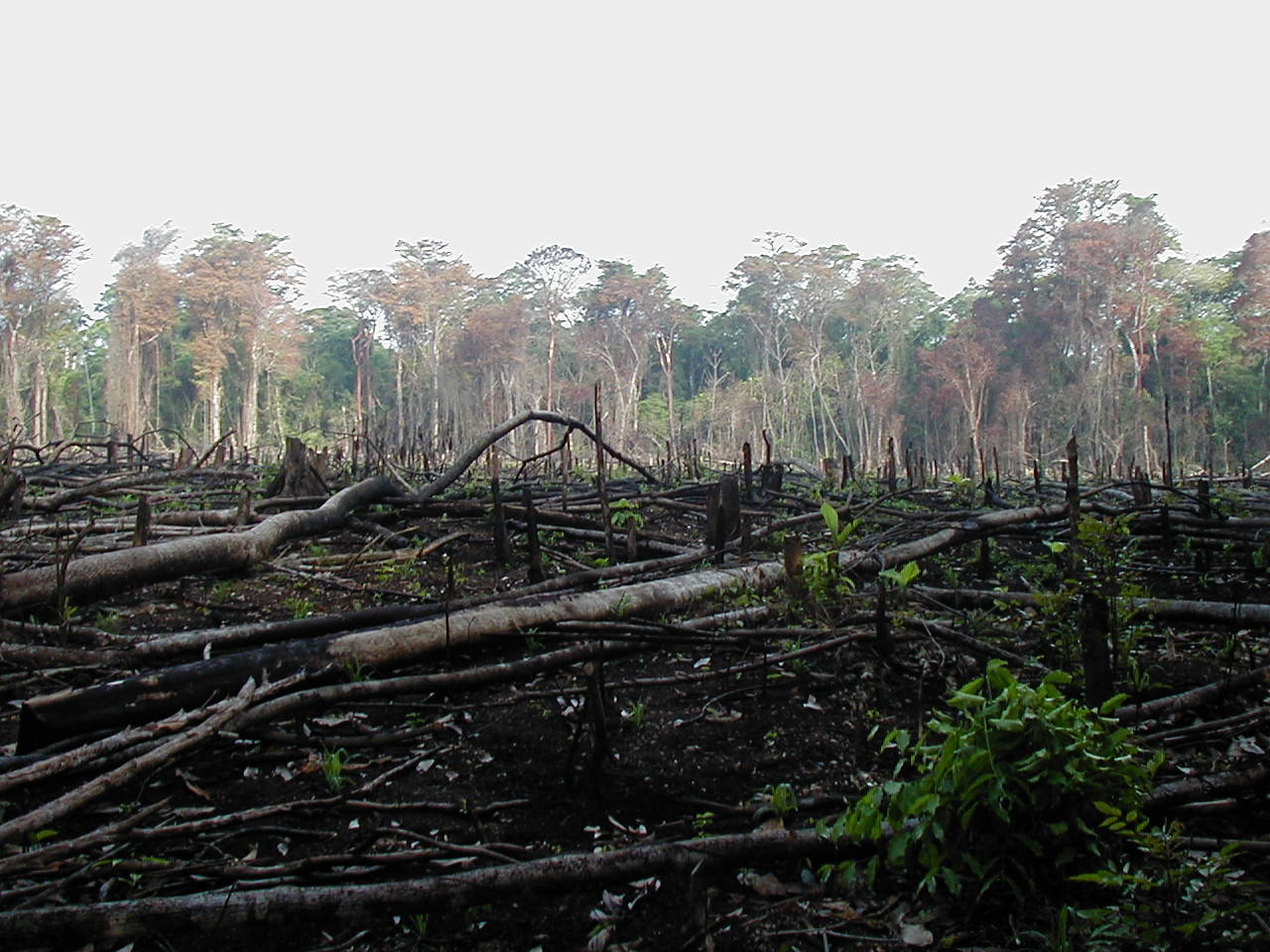
Selva quemada para la agricultura en el sur de México.

Esta región se encuentra la mayor masa continua de bosque pluvial tropical del mundo: la cuenca del Amazonas.
En los últimos dos decenios,[¿cuándo?] algunos países han concedido la propiedad legal de los bosques a las comunidades indígenas, por ejemplo, Perú, 6400 millones de hectáreas; Bolivia, 1200 millones de hectáreas; Brasil, 10 300 millones de hectáreas; Colombia, 27 millones de hectáreas; Ecuador, 4,5 millones de hectáreas y Guyana, 1,4 millones de hectáreas de tierra, comprendidos los bosques. Si bien la propiedad confiere a las comunidades derechos firmes de uso sostenible de los recursos forestales, los conflictos sobre la propiedad, en ocasiones violentos, y la falta de aplicación de las normas y los reglamentos han permitido la ocupación y la explotación maderera ilegales en extensas áreas de estos bosques.
Todos los países de América del Sur registraron una pérdida neta en la superficie forestal entre 2000 y 2005, excepto Chile y Uruguay,[cita requerida] que presentaban tendencias positivas debido a programas de plantación industrial a gran escala. Los nuevos bosques plantados para usos industriales, en particular en Argentina, Uruguay y, posiblemente, Colombia, podrían contrarrestar, en lo que se refiere a hectáreas forestadas, la desaparición de bosques naturales, pero no en términos ecológicos. En caso de los países integrados en la Región Norte de América Latina como lo son Ecuador, Colombia y Venezuela las políticas de protección de áreas forestales no son estrictas y la deforestación de la zona persiste, lo que amenaza el equilibrio ecológico y climático de América del Sur, y puede tener repercusiones mundiales (expuesto en el Acuerdo Caracas FAO 2010).

### Amazonas
La selva amazónica es la selva tropical más grande del mundo, con una superficie de 7.000.000 km². Representa más de la mitad de las selvas tropicales del planeta y comprende el tramo más grande y con mayor biodiversidad de la selva tropical en el mundo. Esta región incluye territorio perteneciente a nueve naciones. La mayor parte del bosque está contenido dentro de Brasil, con un 60%, seguido de Perú con un 13%, Colombia con un 10%, y con pequeñas cantidades en Venezuela, Ecuador, Bolivia, Guayana, Surinam y Francia (Guayana Francesa).
El sector ganadero de la Amazonía brasileña, incentivado por los comercios internacionales de carne y cuero, ha sido responsable de aproximadamente el 80% de toda la deforestación en la región, o aproximadamente el 14% de la deforestación anual total del mundo, lo que lo convierte en el mayor impulsor individual de deforestación del mundo. En 1995, el 70% de las tierras anteriormente boscosas en la Amazonía y el 91% de las tierras deforestadas desde 1970 se habían convertido para la ganadería. Gran parte de la deforestación restante en el Amazonas se debe a que los agricultores despejaron la tierra (a veces utilizando el método de tala y quema) para la agricultura de subsistencia a pequeña escala o tierras de cultivo mecanizadas que producen soja, palma y otros cultivos.
Más de un tercio de la selva amazónica pertenece a más de 3.344 territorios indígenas formalmente reconocidos. Hasta 2015, solo el 8% de la deforestación amazónica ocurría en bosques habitados por pueblos indígenas, mientras que el 88% ocurría en menos del 50% del área amazónica que no es territorio indígena ni área protegida. Históricamente, los medios de vida de los pueblos indígenas amazónicos han dependido del bosque para obtener alimentos, refugio, agua, fibra, combustible y medicinas. El bosque también está interconectado con su identidad y cosmología. Por esta razón, las tasas de deforestación son más bajas en los territorios indígenas, a pesar de las presiones que fomentan que la deforestación sea más fuerte. Muchos pueblos indígenas están siendo afectados por la deforestación en la Amazonía, ya que tienen sus hogares en la selva y viven de la tierra. La deforestación y los incendios intencionales ponen en peligro sus vidas.

### Argentina
La deforestación en Argentina es una de las principales causas de degradación de ambientes, aumento de inundaciones y de pérdida de biodiversidad. Según estimaciones de la FAO, la tasa de deforestación en Argentina es de un 0.8 % de deforestación anual, una de las más altas de América del Sur.Las prácticas de estos sectores no incluyen técnicas de conservación y regeneración, por lo que su estrategia es talar y deforestar hasta agotar el recurso.
La tasa de deforestación es actualmente de un promedio de 1.1 millones de hectáreas anuales. El 80 % de la deforestación en Argentina se concentra en cuatro provincias: Santiago del Estero, Salta, Formosa y Chaco. La región chaqueña es la más afectada por la deforestación y Santiago del Estero es la provincia argentina donde más se ha deforestado. Durante 2020, a pesar de la pandemia por el coronavirus, la tasa de deforestación aumentó con respecto al 2019.

### Bolivia
La deforestación en Bolivia, también llamada desmonte, es el proceso de destrucción o agotamiento de la superficie forestal de los bosques de Bolivia. La principal causa de la deforestación en Bolivia es la expansión de la frontera agropecuaria, particularmente el incremento en las plantaciones de monocultivo de soya (como parte de la sojización) y de monocultivos de maíz y caña de azúcar. En 2022, Bolivia fue el tercer país con mayor pérdida de bosque primario del mundo, con un total de 385.000 hectáreas deforestadas, lo que significa un incremento en la deforestación con respecto a 2021.
Bolivia tiene una de las tasas de deforestación más altas de América Latina, junto con Paraguay. La mayor parte de la deforestación se produce en la provincia fitogeográfica chaqueña, donde se concentran además importantes secciones de la selva amazónica. Un 7,7% de la selva amazónica se encuentra dentro de las fronteras de Bolivia.
La deforestación en Bolivia es responsable del 80% de las emisiones de carbono del país. La tasa de deforestación anual promedió 173.994 hectáreas de bosque neto perdido por año entre 1990 y 2000, y 243.120 hectáreas por año entre 2000 y 2010. La deforestación es una de las principales amenazas a la biodiversidad de Bolivia.

### Brasil
La deforestación en Brasil es uno de los grandes problemas ecológicos que el país enfrenta en la actualidad. Según el científico Ronaldo Hernández, la deforestación causa problemas ambientales en todo el mundo. No solo afecta a las quienes viven en ese lugar, si no a todo el mundo. Varias son sus causas, y  tienen peso distinto en las diversas regiones, siendo las más importantes la conversión de las tierras para la agricultura o para la ganadería, la explotación maderera, la usurpación de tierras, la urbanización y la creación de infraestructuras como puentes, carreteras y embalses. El estado del Mato Grosso es el más afectado por la deforestación, seguido por el de Pará y Rondônia.
Desde que el hombre llegó al actual territorio de Brasil, hace miles de años, comenzó a producir impacto ambiental en ciclos repetidos de deforestación. Los cambios climáticos también deben haber provocado importantes reajustes en la composición forestal de amplias regiones, pero el conocimiento del proceso en épocas tan anteriores es muy incompleto.  A partir de la conquista portuguesa en 1500 los datos comienzan a ser más abundantes, atestando que muchas florestas cayeron, especialmente en el litoral, para retirada de maderas y uso agropecuario de la tierra. Desde aquel entonces el problema se ha agravado profundamente. Se estima que el país tenía originalmente el 90% de su área cubierta por formaciones forestales variadas, el restante estaba constituido de campos, pero en 2000 la proporción total había bajado al 62,3%. Regionalmente la situación es aún más preocupante. Algunos biomas tuvieron reducciones muy importantes, especialmente la Mata Atlántica, una de las florestas más ricas en biodiversidad del mundo, de la cual hoy resta menos del 13%, y en estado altamente fragmentario, lo que acentúa su fragilidad.
Desde los años 70 la deforestación viene ganando creciente evidencia en los medios de comunicación y viene sido combatido por un creciente número de personalidades insignes, entre las que figuran científicos, artistas, filósofos, juristas y educadores de mérito ampliamente reconocido, desencadenando una vasta polémica pública que los últimos años se exacerbó de manera intensa. En toda parte se multiplican las investigaciones científicas y las iniciativas independientes para un desarrollo ecológicamente seguro, el gobierno ha invertido muchos recursos en el sector y tiene grandes planes para el futuro,  pero eso ha sido considerado muy poco para asegurar un cambio definitivo en dirección a la sustentabilidad, y el gobierno ha sido duramente criticado por desencadenar retrocesos graves en varios niveles que anulan las ganancias. Según datos de la FAO anunciados en marzo de 2010, los años anteriores el Brasil venía presentando una clara tendencia de reducción en la tasa anual de pérdidas, y redujo el área desmatada en 20 años. Sin embargo, continúa siendo líder mundial, seguido por la Indonesia y de Australia, y en 2013 el ritmo de la devastación volvió a crecer rápidamente,  perdiéndose los avances conquistados en la década pasada en el control del problema. Ciertas áreas como la Selva Tropical del Atlántico se han reducido a solo el 7% de su tamaño original. Aunque se han realizado muchos trabajos de conservación, pocos parques nacionales o reservas aplican las medidas de manera eficiente. Alrededor del 80% de la tala en el Amazonas es ilegal.

### Colombia
La deforestación en Colombia ocasiona la pérdida de 2.000 km² de bosques anualmente, según un informe de Naciones Unidas en 2003. Algunos sugieren que esta cifra es tan alta como 3000 km² debido a la tala ilegal en la región. La deforestación se debe principalmente a la tala de árboles, la expansión de la frontera agrícola, la minería, el desarrollo de recursos energéticos como la hidroelectricidad, el desarrollo de infraestructura como carreteras, la producción de cocaína y la agricultura a pequeña escala. Alrededor de un tercio del bosque original del país ha sido eliminado como resultado de la deforestación.
La deforestación se concentra principalmente en la selva tropical primaria, que cubre más del 80% de Colombia. Esto incluye los extremos norte y sur del Pacífico y en el piedemonte de los Andes y la Amazonia de Colombia. En el período 2000-2007 alrededor de 336 000 hectáreas de bosque fueron taladas al año en Colombia. La destrucción de los bosque de alta biodiversidad como los encontrados en la zona del Pacífico ha sido causa de la actividad ilegal de la producción de coca. Se estima que desde el 2002 hasta el 2007 el Pacífico colombiano perdió un área de 14.322 km² de bosque tropical, un área mayor a la de Jamaica.

### Perú
La deforestación en Perú es el proceso de destrucción o agotamiento de la superficie forestal de los bosques de Perú. Perú tenía a 2013 más de un 50% de su superficie cubierta por bosques, de las cuales una parte importante corresponden a la Amazonía peruana. De acuerdo al Ministerio del Ambiente de Perú, entre el 2001 y el 2018 se perdieron 2.2 millones de hectáreas de bosques, principalmente en las regiones amazónicas de Loreto, San Martín y Ucayali.Según Global Forest Watch, esto implicó una disminución del 3,1% en este período del área total de bosque primario húmedo.En el 2014, según el Mapa Amazonía Peruana, el 25% de las hectáreas deforestadas se registraron en territorios indígenas y áreas naturales protegidas.En el 2020, se perdieron más de 200 000 hectáreas de bosque amazónico.
La deforestación y la degradación de los bosques contribuyen a la reducción de la capacidad natural de los ecosistemas en capturar el carbono en la atmósfera. La deforestación representa la principal fuente de emisiones de gases de efecto invernadero del país. En 2012, generó 79.772 Gg de CO2 eq.

## Asia oriental

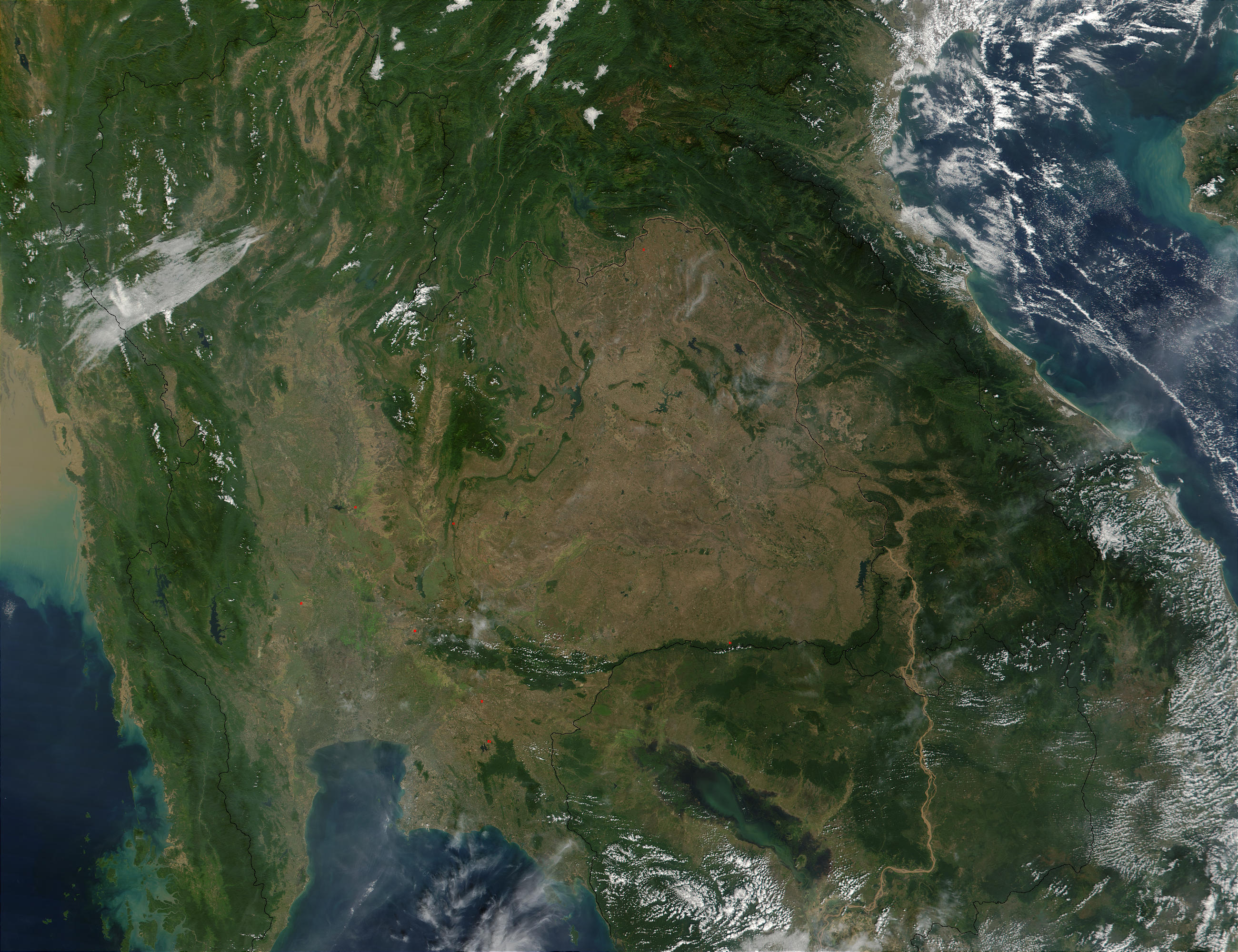
Imagen del sudeste de Asia captada por MODIS. La imagen se centra en los países de Birmania, Tailandia, Laos, Camboya y Vietnam, de izquierda a derecha, respectivamente. En el este de Tailandia, el color marrón que domina el centro de la imagen habla de la deforestación masiva que se produce en esta región.

Esta región posee el 18,6 % de la superficie forestal mundial, repartida en una gran variedad de ecosistemas, como bosques tropicales, bosques templados, manglares costeros, montañas y desiertos.
La región contaba con 734 millones de hectáreas de bosques en el año 2005, unos tres millones más que en 2000. No obstante, este aumento fue resultado, en gran medida, de la alta tasa de repoblación forestal de China, la cual oculta la notable desaparición de bosques naturales en diversos países; en total, desaparecieron en la región 3,7 millones de hectáreas de bosque al año entre 2000 y 2005.
La pérdida de bosques es importante en el sudeste de Asia, el segundo de los grandes focos de biodiversidad del mundo. Según el informe de 2005 realizado por la FAO, Vietnam tiene la segunda tasa más alta de deforestación de bosques primarios en el mundo, después de Nigeria. Más del 90% de las selvas tropicales antiguas del archipiélago filipino han sido taladas. Otros países del sudeste asiático donde se está llevando a cabo una importante deforestación son Camboya y Laos. Según un documental de TelePool, la deforestación está siendo dirigida por personal militar corrupto y el gobierno (servicios forestales).
Algunos países han invertido sus tendencias de pérdida de bosques, pero no es probable que los países que sufren una mayor deforestación sean capaces de hacerlo. La expansión de los cultivos comerciales a gran escala será la causa más importante de deforestación en la región.
La región de cuenta con 136 millones de hectáreas de bosques plantados, prácticamente la mitad del total mundial. La mayor parte de los bosques plantados se encuentran en Australia, China, Filipinas, la India, Indonesia, Nueva Zelanda, Tailandia y Vietnam.
| Superficie total (1 000 ha) | Superficie total (1 000 ha) | Superficie total (1 000 ha) | Variación anual (1 000 ha) | Variación anual (1 000 ha) | Tasa de variación anual % | Tasa de variación anual % |
| --------------------------- | --------------------------- | --------------------------- | -------------------------- | -------------------------- | ------------------------- | ------------------------- |
| 1990                        | 2000                        | 2005                        | 1990–2000                  | 2000–2005                  | 1990–2000                 | 2000–2005                 |
| 743 825                     | 731 077                     | 734 243                     | -1275                      | 633                        | -0,17                     | 0,09                      |

### Rusia
Rusia tiene la mayor área de bosques de cualquier estado en la Tierra, con alrededor de 12 millones de km² de bosque boreal, más grande que la selva amazónica. Los bosques de Rusia contienen el 55 % de las coníferas del mundo y representan el 11 % de la biomasa en la Tierra. Se estima que 20 000 km² son deforestados cada año. Las áreas más cercanas a China son las más afectadas, ya que es el principal mercado para la madera. La deforestación en Rusia es particularmente dañina ya que los bosques tienen una estación de crecimiento corta debido a los inviernos extremadamente fríos y por lo tanto tardarán más tiempo para recuperarse.

### Borneo
Borneo, la tercera isla en extensión del mundo, dividida entre los estados de Indonesia, Malasia y Brunéi, estuvo en el pasado cubierta por densa pluvisilvas pero lo mismo que ocurre con su tierra baja tropical y los bosques de altura, ha sufrido una amplia deforestación desde los años sesenta, conforme las economías autóctonas de la región experimentaron una rápida industrialización. En la década de los ochenta y los noventa los bosques de Borneo pasaron por una profunda transición. Fueron nivelados a un ritmo sin parangón en la historia humana, quemados, talados y despejados, y en general transformados en tierra agrícola, o plantaciones de aceite de palma. La mitad del comercio global anual de madera tropical procede actualmente de Borneo. Más aún, las plantaciones de aceite de palma están afectando a los últimos restos de pluvisilva primigenia. Se calcula que para el año 2022 se habrá destruido el 98 % de los bosques de Indonesia, principalmente debido a la tala ilegal, las plantaciones de palma para obtener aceite y los incendios forestales. La cubierta forestal presente en el arco de deforestación de la isla de Borneo (dividida entre Indonesia, Malasia, Brunéi) podría reducirse a menos de la cuarta parte de su superficie original antes del 2020, de mantenerse las tendencias actuales.
El World Wildlife Fund divide Borneo en una serie de ecorregiones diferenciadas, incluyendo las pluvisilvas de llanura de Borneo que cubre la mayor parte de la isla, con una superficie de 427 500 km², los bosques de turba pantanosos de Borneo, el Kerangas o bosques de brezo de Sondalandia, los bosques pantanosos de agua dulce del Suroeste de Borneo, y los manglares de la Plataforma de la Sonda. Las pluvisilvas montanas de Borneo quedan en las tierras altas del centro de la isla, por encima de los mil metros de altitud. Estas zonas representan el hábitat de muchas especies en peligro de extinción, como los orangutanes y elefantes y otros raros endemismos como la esquiva civeta de las palmeras de Hose.

### Indonesia
La deforestación en Indonesia implica la pérdida a largo plazo de los bosques y el follaje por gran parte del país; ha tenido un gran impacto medioambiental y social. Indonesia es uno de los lugares con bosques de mayor biodiversidad y es la tercera en el número de especies detrás de Brasil y la República Democrática del Congo. Todavía en 1900, Indonesia era un país densamente poblado por bosques: representaban el 84 % de la superficie total de la superficie nacional. La deforestación se intensificó en los años setenta y desde entonces se ha acelerado. Se calcula que el bosque que se extendía por 170 millones de hectáreas alrededor del año 1900 decreció a menos de 100 millones de hectáreas para finales del siglo XX. En 2008, se calculaba que las pluvisilvas tropicales en Indonesia habrían sido taladas en una década. De la explotación forestal total en Indonesia, hasta un 80% se calcula que se lleva a cabo ilegalmente.
Grandes compañías internacionales en el negocio de la pulpa, como la Asia Pulp and Paper, o la papelera indonesia APRIL (Asia Pacific Resources International Limited) han eliminado grandes zonas de bosque en Indonesia y la han reemplazado por plantaciones. Los bosques a menudo se queman por los campesinos y dueños de plantaciones. Otra gran fuente de deforestación es la industria de la madera, movida por la demanda de China y Japón. El desarrollo agrícola y los programas de migración nacionales trasladaron a amplias poblaciones a las zonas de pluvisilva, incrementando así el ritmo de deforestación.

### Nueva Guinea
La deforestación en las selvas de Nueva Guinea ha sido amplia en las últimas décadas y continúa a un ritmo estimado del 1,4% de los bosques tropicales que se pierden anualmente. La deforestación en las selvas de Nueva Guinea es principalmente el resultado de la tala ilegal además de otras causas como la minería, la agricultura de subsistencia y la tala masiva de bosques para extracción de madera y plantaciones de palma aceitera. La tala ilegal contribuyó del 70 al 90 % del total de las exportaciones de madera, una de las tasas más altas del mundo. La tala ilegal está vinculada a la corrupción , las cuestiones ambientales y de derechos humanos.
La exportación de la madera y el licenciamiento de la actividad maderera en Papúa Nueva Guinea está gestionado por la Papúa Nueva Guinea Autoridad Forestal.
Hay que tener en cuenta que las selvas de Nueva Guinea no solo son una de las selvas más rica en flora y fauna del mundo, sino que también existen numerosas tribus indígenas que también han formado parte de la lucha con los gobiernos de Indonesia y Papúa Nueva Guinea por detener la tala masiva de los bosques tropicales. Los países de Indonesia y Papúa Nueva Guinea están interesados en convertir los activos en los ingresos de comercio de carbono a través del programa REDD. También se ha mostrado un interés de proteger estos bosques creando parques nacionales, pero ha servido de poco esta solución por ambos países, aunque se hayan creado ya algunos y esté en estudio la creación de más.

### Filipinas
En 2009 se deforestaron 9 mil millones de plantas.

### Japón
Yoichi Kuroda narra una historia actual de 'destrucción de tierras y paisajes a gran escala' allí. También de deslizamientos de tierra y erosión.

## Asia occidental y central
Es la región con menos bosques del mundo, con tan sólo un 4 % de cubierta forestal (el 1,1 % de la superficie forestal mundial). La mayor parte de la superficie forestal corresponde a unos pocos países, mientras que en 19 países se encuentra menos del 10 % de la cubierta forestal. Cerca del 75 % de la región es árida, con una baja productividad de biomasa. La vegetación varía desde matorrales desérticos en Asia Central y la península arábiga hasta pequeñas áreas de manglares en la costa del golfo Pérsico y praderas de altura en Asia central. Debido a esta reducida cubierta forestal, los árboles fuera del bosque, especialmente en granjas y en otras tierras arboladas, desempeñan importantes funciones productivas y protectoras.
El establecimiento de cortavientos es una parte integral de las prácticas agrícolas en la mayoría de los países. El cultivo de palma datilera en diversos países de Asia occidental ha convertido los desiertos en oasis. En los Emiratos Árabes Unidos, las extensas plantaciones de palmas datileras han mejorado el paisaje a la vez que producen ingresos sustanciales.
| Superficie total (1 000 ha) | Superficie total (1 000 ha) | Superficie total (1 000 ha) | Variación anual (1 000 ha) | Variación anual (1 000 ha) | Tasa de variación anual % | Tasa de variación anual % |
| --------------------------- | --------------------------- | --------------------------- | -------------------------- | -------------------------- | ------------------------- | ------------------------- |
| 1990                        | 2000                        | 2005                        | 1990–2000                  | 2000–2005                  | 1990–2000                 | 2000–2005                 |
| 43 176                      | 43 519                      | 43 588                      | 34                         | 14                         | 0,08                      | 0,03                      |

### Afganistán
Gran parte de la población depende de los bosques para obtener su leña, y los ingresos generados por la exportación de pistachos y almendras, los cuales crecen en bosques naturales de las regiones centrales y septentrionales del país. Las provincias de Badghis y Takhar han perdido más del 50 % de los bosques de pistachos. Durante los conflictos de las últimas décadas, los residentes y milicias de la Alianza del Norte han utilizado la madera como combustible, y las fuerzas milicianas han despejado los árboles con el fin de crear escondites para futuras emboscadas contra las facciones rivales. Además, el uso de los bosques para el pastoreo y la recolección de nueces para su exportación impiden que crezcan nuevos árboles de pistacho.
Los bosques más densos en el este de Nangarhar, Kunar, Nuristán, y otras provincias están en riesgos debido a la extracción de madera por parte de la mafia. Aunque la industria maderera es ilegal, las ganancias en la exportación de madera en la vecina Pakistán son muy altas. La razón de ello es que el gobierno de Pakistán tiene sus bosques fuertemente protegidos, por lo que las mafias madereras se concentran en los bosques afganos. La madera no solo es transportada a Peshawar sino también a Islamabad, Rawalpindi y Lahore, donde gran parte de este producto se usa para fabricar costosos muebles.

## Europa

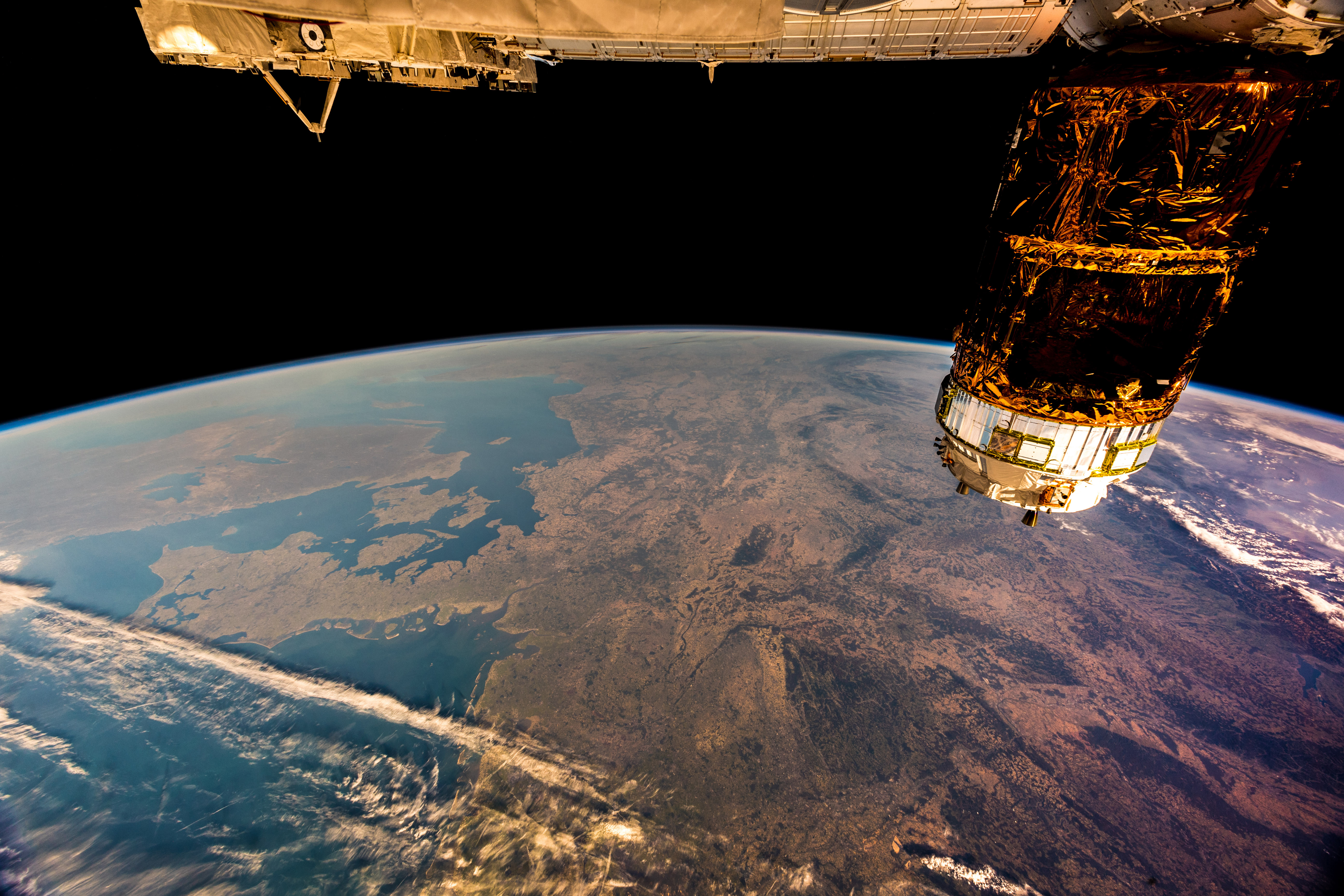
Europa deforestada.

Europa cuenta con una cuarta parte de los recursos forestales mundiales, aproximadamente mil millones de hectáreas, el 81 % de las cuales se encuentran en la Rusia.
Prácticamente todos los países de Europa han firmado la Convención de las Naciones Unidas para la Lucha contra la Desertificación y han elaborado planes nacionales que dificultan notablemente la deforestación y la reconversión a otros usos de la tierra, a menudo con apoyo externo. Además, se proporciona apoyo fiscal a la actividad forestal en virtud del Fondo Europeo Agrícola de Desarrollo Rural, lo que fomenta de manera significativa la plantación de árboles. Por ello, es probable que la superficie forestal aumente a medida que decrecen las tierras dedicadas a la agricultura.
Las principales amenazas a las que se enfrentan los recursos forestales en Europa son de naturaleza ambiental, como incendios, brotes de plagas y tormentas, algunas de las cuales se podrían incrementar con el cambio climático. Aunque se desconocen las repercusiones a largo plazo del cambio climático en los bosques, se han atribuido a este fenómeno numerosos acontecimientos catastróficos recientes. Se prevé un incremento considerable de la magnitud y de la frecuencia de los incendios, por ejemplo en la península ibérica y en Rusia.
| Superficie total (1 000 ha) | Superficie total (1 000 ha) | Superficie total (1 000 ha) | Variación anual (1 000 ha) | Variación anual (1 000 ha) | Tasa de variación anual % | Tasa de variación anual % |
| --------------------------- | --------------------------- | --------------------------- | -------------------------- | -------------------------- | ------------------------- | ------------------------- |
| 1990                        | 2000                        | 2005                        | 1990–2000                  | 2000–2005                  | 1990–2000                 | 2000–2005                 |
| 989 320                     | 998 091                     | 1 001 394                   | 877                        | 661                        | 0,09                      | 0,07                      |

### Islandia
Islandia ha sufrido una extensa deforestación desde que los escandinavos se asentaron allí en el siglo IX. En el momento del asentamiento humano, hace alrededor de 1140 años, el bosque de abedules y el bosque mixto cubrían 'al menos el 25 %' de la superficie terrestre de Islandia. Los colonos comenzaron talando los bosques y quemando matorrales para crear campos y tierras de pastoreo. La deforestación no terminó en Islandia hasta mediados del siglo XX. La forestación y la revegetación han restaurado pequeñas áreas. Sin embargo, el pastoreo fue la razón principal por la que el bosque de abedules y el bosque mixto no se desarrolló.

### Italia
Sicilia es un ejemplo que se cita a menudo de la deforestación provocada por el hombre, que se practicó desde la época de los romanos, cuando la isla se convirtió en una región agrícola, y continúa hasta nuestros días. Esto gradualmente modificó el clima, lo que llevó a la disminución de las lluvias y a la desaparición del caudal de los ríos. Hoy, las provincias centrales y del sudoeste están prácticamente sin bosques Eso también afectó a la fauna silvestre de la isla, de la cual queda poca en los pastizales y los campos de cultivo del interior.

## Oceanía

### Australia
Debido a la colonización relativamente reciente, Australia ha tenido altas tasas de deforestación, principalmente debido a la tala con fines agrícolas. En los últimos años, gran parte del desmonte ha tenido lugar en Tasmania y Queensland, pero se espera que las tasas disminuyan con la implementación de una nueva legislación. En 1998, se cree que la deforestación fue responsable de alrededor del 12% de las emisiones totales de carbono de Australia.
Un factor adicional que actualmente causa la pérdida de la cubierta forestal es la expansión de las áreas urbanas. El bosque pluvial del litoral que crece a lo largo de las zonas costeras del este de Australia es ahora raro debido al desarrollo de urbanizaciones para acomodar la demanda de estilos de vida que cambian la ciudad por las orillas del mar.
A principios de 2014, había planes para limpiar grandes áreas de bosques, pero esa decisión fue abandonada más tarde.

### Nueva Zelanda
En los 800 años de ocupación humana de Nueva Zelanda, el 75 % de los bosques se perdieron. Inicialmente fue por la quema en gran cantidad desarrollada por los ingleses, pero los bosques restantes fueron talados para la creciente población. Hacia el año 2000 se detuvo la tala de árboles nativos en tierras públicas. La tala en terrenos privados se controla con un sistema de permisos y con la Ley de gestión de recursos.

### Papúa Nueva Guinea
Papúa Nueva Guinea (PNG) tiene una de las selvas tropicales más grandes del mundo. la tala ilegal fue una de las más altas del mundo en 2007, estimada entre el 70 % y el 90 % de todas las exportaciones de madera.